# Kieler Zeitung

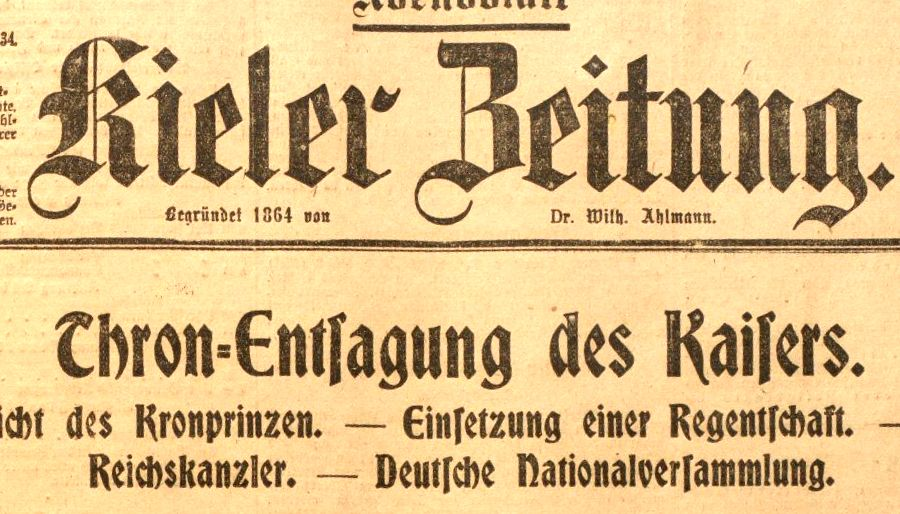
Schlagzeile der Kieler Zeitung vom 9. November 1918 (Abendausgabe)

Die Kieler Zeitung war die erste in Kiel  erscheinende Tageszeitung. Gegründet wurde sie vom Bankier und Politiker Wilhelm Hans Ahlmann. Die erste Ausgabe erschien am 19. Juni 1864, die letzte am 30. April 1936.

## Geschichte
Die Herzogtümer Schleswig und Holstein-Lauenburg gehörten 1864 zum Dänischen Gesamtstaat und kämpften um ihre Unabhängigkeit. Dieses Ziel wollte auch Ahlmann mit der Gründung der Kieler Zeitung während des Deutsch-Dänischen Kriegs unterstützen. Er kritisierte die Politik Otto von Bismarcks scharf, der die Unabhängigkeit der Herzogtümer verhinderte und sie stattdessen als Provinz Schleswig-Holstein Preußen einverleibte. Zweimal wurde deswegen die Zeitung in den Anfangsjahren verboten.
Ende des 19. Jahrhunderts verkaufte Ahlmann seine Zeitung an die sächsischen Kommerzienräte und Brüder Carl Friedrich und Gottlieb Paul Leonhardt aus Crossen bei Zwickau. Die Leonhardts besaßen bereits die 1894 gegründeten Kieler Neuesten Nachrichten, den zweiten Vorläufer der heutigen Kieler Nachrichten. Der neue Verlag baute Anfang des 20. Jahrhunderts ein neues Gebäude an der Fleethörn in Kiel. Die Kieler Zeitung Verlags und Druckerei KG-GmbH & Co. als Verlag der Kieler Nachrichten bewahrt laut eigener Aussage mit ihrem Namen auch die Tradition der Kieler Zeitung.
1926 erschienen in der Provinz Schleswig-Holstein 50 Presseerzeugnisse sechsmal wöchentlich, die Kieler Zeitung als einzige noch mit zwei Ausgaben täglich.
1936 stellte die Kieler Zeitung ihr Erscheinen ohne offizielle Begründung ein. „Die Geschichte einer Zeitung, die 72 Jahre lang Heimatblatt Schleswig-Holsteins war, findet damit ihren Abschluß“, verabschiedeten sich Verlag und Redaktion in der letzten Ausgabe vom 30. April. Eine mögliche Erklärung wird heute in der von den Nationalsozialisten gewollten Zerschlagung privater Pressekonzerne gesehen, da die Kieler Zeitung wie auch die Kieler Neuesten Nachrichten von der Firma Gerbrandt, Junghans und Co. KG verlegt wurden. Dessen persönlich haftender Gesellschafter Carl Friedrich Leonhardt übertrug auf Druck der Reichspressekammer seine Gesellschaftsrechte 1936 zunächst an seine Tochter Irene, die sie anschließend an ihren Ehemann Curt Heinrich weiterreichte.
Ab September 1942 wurde der Name Kieler Zeitung dann noch einmal verwendet, als die NSDAP zwangsweise die größte Zeitung in Schleswig-Holstein, die Kieler Neuesten Nachrichten, mit der bereits parteiamtlichen Nordischen Rundschau zusammenlegte. Das Fusionsblatt erschien als Kieler Zeitung mit dem Untertitel „Das Gauamtliche Organ der NSDAP“ und dem Zusatz „Nachrichtenblatt aller Behörden“.